# Итларь (деревня)
И́тларь — деревня в Ростовском районе Ярославской области России. Железнодорожная станция и поселок при ней название свое получили так же по местной деревне, получившей свое имя еще во времена Киевской Руси, когда здесь в заложниках содержался сын степного хана Итлара. Главная улица в деревне -  Станционная. 
Итларь является центром Итларского сельского округа. В рамках организации местного самоуправления входит в Петровское сельское поселение, в рамках административно-территориального устройства — в Итларский сельский округ.
В рамках организации местного самоуправления входит в Петровское сельское поселение, в рамках административно-территориального устройства является центром Итларского сельского округа.

## География
Расположена в 37 км к югу (по прямой) от центра города Ростова и в 18 км к югу от рабочего посёлка Петровское.
С востока к деревне примыкает одноимённая железнодорожная станция СЖД и одноимённый посёлок Итларь при ней.

## Население
| 2007 | 2010 |
| ---- | ---- |
| 215  | ↘166 |

Согласно результатам переписи 2002 года, в национальной структуре населения русские составляли 94 % от всех жителей.

## Название
Название населённого пункта связано с именем тюркского происхождения Итларь. Согласно легендам, в этом месте был убит лучниками хан Итларь.

## Фото
| - Письмо Шаляпина из Итлари, 1910 |